# 蘑菇湖水库
蘑菇湖水库，位于中华人民共和国新疆维吾尔自治区沙湾市东部（实际由石河子市管辖），是一座以灌溉为主的大型平原水库，于1959年建成，2001年完成除险加固。正常蓄水位392米，水面面积31.6平方千米，总库容1.8亿立方米，大坝为均质土坝，坝长13.6千米，最大坝高为16.15，坝顶高程395米。蘑菇湖水库与周边的跃进水库、大泉沟水库和夹河子水库同属于新疆生产建设兵团第八师（石河子市）玛纳斯河管理处管理，是新疆生产建设兵团修建的第一座大型水库。